# George Connor
George Connor est un pilote automobile américain né le 16 août 1906 à Rialto (Californie) et décédé le 28 mars 2001 à Hesperia (Californie). Il a couru quatorze fois les 500 miles d'Indianapolis entre 1934 et 1952 (plus une non participation en 1953) avec comme meilleur résultat une troisième place en 1949.